# Turn- und Sportverein Giesen von 1911 2022-2023
Questa voce raccoglie le informazioni riguardanti il Turn- und Sportverein Giesen von 1911 nelle competizioni ufficiali della stagione 2022-2023.

## Stagione
Il Turn- und Sportverein Giesen von 1911 partecipa alla stagione 2022-23 con la denominazione sponsorizzata Helios GRIZZLYS Giesen.
In 1. Bundesliga ottiene un quinto posto in regular season, senza però riuscire ad andare oltre i quarti di finale ai play-off scudetto, sconfitto dal Friedrichshafen. Si spinge invece fino alle semifinali in Coppa di Germania, perdendo contro lo Charlottenburg, mentre in Coppa di Lega ottiene un settimo posto finale.

## Organigramma societario
Area direttiva
- Presidente: Stefan Rössig

Area tecnica
- Allenatore: Itamar Stein
- Allenatore in seconda: Antti Poikela
- Assistente allenatore: Sascha Kucera, Vanessa Persson
- Scoutman: Stefan Urbanek

Area sanitaria
- Medico: Stefan Rössig
- Fisioterapista: Simon Doliwa, Konstantin Heldt, Marcus Peters

## Rosa
| N° | Nome               | Ruolo | Data di nascita   | Nazionalità sportiva |
| -- | ------------------ | ----- | ----------------- | -------------------- |
| 1  | Augusto Colito     | O     | 23 gennaio 1997   | Spagna               |
| 2  | Matthew West       | P     | 1º ottobre 1993   | Stati Uniti          |
| 3  | Jori Mantha        | S     | 27 novembre 1992  | Canada               |
| 4  | Francisco Iribarne | S     | 13 luglio 1998    | Spagna               |
| 5  | Hauke Wagner       | O     | 30 maggio 1987    | Germania             |
| 8  | David Seybering    | C     | 19 dicembre 1995  | Germania             |
| 9  | Voitto Köykkä      | L     | 9 luglio 1999     | Finlandia            |
| 10 | Jan Röling         | P     | 15 settembre 1999 | Germania             |
| 11 | Linus Engelmann    | L     | 1º febbraio 2002  | Germania             |
| 12 | Jakob Günthör      | C     | 21 settembre 1995 | Germania             |
| 13 | Fedor Ivanov       | P     | 1º dicembre 2000  | Finlandia            |
| 15 | Lorenz Karlitzek   | S     | 17 febbraio 1999  | Germania             |
| 18 | Noah Baxpöhler     | C     | 13 agosto 1993    | Germania             |

## Statistiche

### Statistiche di squadra
| Competizione      | Punti | In casa | In casa | In casa | In trasferta | In trasferta | In trasferta | Totale | Totale | Totale |
| Competizione      | Punti | G       | V       | P       | G            | V            | P            | G      | V      | P      |
| ----------------- | ----- | ------- | ------- | ------- | ------------ | ------------ | ------------ | ------ | ------ | ------ |
| 1. Bundesliga     | 28/26 | 12      | 7       | 5       | 14           | 8            | 6            | 26     | 15     | 11     |
| Coppa di Germania | -     | 2       | 1       | 1       | 1            | 1            | 0            | 3      | 2      | 1      |
| Coppa di Lega     | -     | -       | -       | -       | -            | -            | -            | 3      | 1      | 2      |
| Totale            | -     | 14      | 8       | 6       | 15           | 9            | 6            | 32     | 18     | 14     |

G = partite giocate; V = partite vinte; P = partite perse

### Statistiche dei giocatori
| Giocatore    | 1. Bundesliga | 1. Bundesliga | 1. Bundesliga | 1. Bundesliga | 1. Bundesliga | Coppa di Germania | Coppa di Germania | Coppa di Germania | Coppa di Germania | Coppa di Germania | Coppa di Lega | Coppa di Lega | Coppa di Lega | Coppa di Lega | Coppa di Lega | Totale | Totale | Totale | Totale | Totale |
| Giocatore    | P             | PT            | AV            | MV            | BV            | P                 | PT                | AV                | MV                | BV                | P             | PT            | AV            | MV            | BV            | P      | PT     | AV     | MV     | BV     |
| ------------ | ------------- | ------------- | ------------- | ------------- | ------------- | ----------------- | ----------------- | ----------------- | ----------------- | ----------------- | ------------- | ------------- | ------------- | ------------- | ------------- | ------ | ------ | ------ | ------ | ------ |
| N. Baxpöhler | 24            | 132           | 84            | 39            | 9             | 3                 | 25                | 13                | 10                | 2                 | 2             | 2             | 2             | 0             | 0             | 29     | 159    | 99     | 49     | 11     |
| A. Colito    | 23            | 267           | 225           | 16            | 26            | 3                 | 27                | 22                | 2                 | 3                 | 2             | 15            | 15            | 0             | 0             | 28     | 309    | 262    | 18     | 29     |
| L. Engelmann | 10            | 8             | 5             | 2             | 1             | 1                 | 2                 | 1                 | 1                 | 0                 | 1             | 2             | 1             | 1             | 0             | 12     | 12     | 7      | 4      | 1      |
| J. Günthör   | 24            | 184           | 133           | 44            | 7             | 3                 | 28                | 17                | 8                 | 3                 | 3             | 22            | 15            | 6             | 1             | 30     | 234    | 165    | 58     | 11     |
| F. Iribarne  | 24            | 150           | 123           | 12            | 15            | 3                 | 16                | 11                | 2                 | 3                 | 3             | 7             | 6             | 1             | 0             | 30     | 173    | 140    | 15     | 18     |
| F. Ivanov    | 22            | 80            | 28            | 25            | 27            | 3                 | 8                 | 4                 | 1                 | 3                 | -             | -             | -             | -             | -             | 25     | 88     | 32     | 26     | 30     |
| L. Karlitzek | 23            | 312           | 273           | 13            | 26            | 3                 | 17                | 17                | 0                 | 0                 | 3             | 34            | 31            | 0             | 3             | 29     | 363    | 321    | 13     | 29     |
| V. Köykkä    | 26            | 0             | 0             | 0             | 0             | 3                 | 0                 | 0                 | 0                 | 0                 | 3             | 0             | 0             | 0             | 0             | 32     | 0      | 0      | 0      | 0      |
| J. Mantha    | 19            | 169           | 138           | 11            | 20            | 3                 | 25                | 23                | 0                 | 2                 | 3             | 14            | 12            | 2             | 0             | 25     | 208    | 173    | 13     | 22     |
| J. Röling    | 21            | 7             | 2             | 1             | 4             | 1                 | 0                 | 0                 | 0                 | 0                 | 2             | 2             | 1             | 1             | 0             | 24     | 9      | 3      | 2      | 4      |
| D. Seybering | 20            | 94            | 72            | 17            | 5             | 3                 | 6                 | 4                 | 2                 | 0                 | 3             | 14            | 10            | 3             | 1             | 26     | 114    | 86     | 22     | 6      |
| H. Wagner    | 16            | 127           | 114           | 8             | 5             | 3                 | 15                | 9                 | 3                 | 3                 | 3             | 18            | 15            | 2             | 1             | 22     | 160    | 138    | 13     | 9      |
| M. West      | 8             | 19            | 8             | 5             | 6             | 2                 | 4                 | 2                 | 1                 | 1                 | 3             | 6             | 3             | 3             | 0             | 13     | 29     | 13     | 9      | 7      |

P = presenze; PT = punti totali; AV = attacchi vincenti; MV = muri vincenti; BV = battute vincenti